# 송찬호 (군인)
송찬호(宋贊鎬, 1923년 6월 24일 ~ 2009년 6월 4일)는 대한민국의 군인, 외교관이다. 본관은 은진 (恩津)이며 평안남도 평원군에서 출생하였다.

## 일생
송찬호는 1923년 6월 24일 평안남도 평원군에서 출생하였다. 평양고등보통학교를 졸업 후 일본 중앙대학교 경제학부 재학 중 1944년 일본 학도병으로 징병되어 만주 서주 50부대에 배치되었으나  탈출하여
중국 상해에서 광복을 맞이하였다. 귀국 후 육군사관학교를 1948년에 5기로 졸업하고 임관했다. 6.25 전쟁이 일어난 후 3사단 포병 11대대장으로 원산탈환 작전, 합수지구 전투, 남대리 지구 전투, 무산-혜산진 공격전 등에 참전하고 5사단 포병 부대장 등으로도 공헌했다. 6.25 휴전 후 미국 오클라호마주의 포트 실에 있는 미국 포병학교에 유학을 다녀온 후 1군 포병 참모, 고사포 여단장을 지내고 국방대학원에 재학 중 육군 준장으로 1961년 5.16 군사 정변에 참여하였다.
국가재건최고회의 문교 사회 위원장으로 임명되었으나 반혁명 사건에 연루되어 현역에서 퇴역하고 서대문 마포교도소에 수감되어 1년 가까이 옥고를 치렀다. 출소 후 한국기계 감사로 근무하다가 1966년 주일본 삿포로 초대 총영사로 임명되어 외교관 생활을 시작하였다. 그 후 주일본 동경 대사관 공사, 주브라질 대사, 주스위스 대사 등을 역임하였다. 1981년 5월 주스위스 대사를 마지막으로 공직에서 물러났다. 1981년 미국 캘리포니아 대학교 버클리 동아시아 연구소 초청으로 미국으로 건너가 1984년까지 객원연구원으로 있다가 노후를 미국 남가주에서 지냈다.

## 학력
- 평양고등보통학교 졸업
- 일본 중앙대학 (중퇴)
- 육군 사관학교 졸업 (5기)
- 미국 포병학교 (오클라호마주의 포트 실) 졸업
- 국방대학교 대학원

## 약력
- 3사단 11포병 대대장
- 5사단 포병 부대장
- 1군 포병 참모
- 육군 포병 여단장
- 국가재건최고회의 문교사회 위원장
- 한국기계 감사
- 주일 삿포로 총영사
- 주일 동경 대사관 공사
- 주브라질 대사
- 주스위스 대사
- 가주주립대학교 버클리 동아시아연구소 연구원

## 상훈
- 충무무공훈장
- 화랑무공훈장
- 브라질 외교부 그랜드크로스훈장